# Bozi (socken i Kina)
Bozi (kinesiska: 泊子乡, 泊子) är en socken i Kina. Den ligger i provinsen Shandong, i den östra delen av landet, omkring 200 kilometer öster om provinshuvudstaden Jinan.
Genomsnittlig årsnederbörd är 689 millimeter. Den regnigaste månaden är juli, med i genomsnitt 232 mm nederbörd, och den torraste är januari, med 10 mm nederbörd.